# Trøndelag Meridional
Trøndelag Meridional (em norueguês: Sør-Trøndelag) ou Trondeláguia do Sul (aportuguesado) foi um condado na área de Trøndelag na Noruega, com 18 832 km² de área e uma população aproximada de 272 567 habitantes. O condado fazia fronteira com os condados Trøndelag Setentrional, Møre og Romsdal, Oppland e Hedmark. O Oeste é banhado pelo Mar da Noruega  (Oceano Atlântico) e ao Leste faz fronteira com a Suécia. O condado é dividido em partes nortes e sul pelo Trondheimsfjord. Pouco mais de 200000 de habitantes vivem em Trondheim e seus subúrbios. O dialeto norueguês da região é o Trøndersk.

## Nome
O nome Sør-Trøndelag foi criado em 1919 e significa "sul de Trøndelag". Até 1919, o nome do condado era Søndre Trondhjemsamt, onde Trondhjem é a forma antiga de Trondheim.

## Brasão de armas
O brasão de armas é dos tempos modernos (1983), mas tem raízes antigas. Ele foi o selo de Gaute Ivarsson, arcebispo de Trondheim de 1475 à 1510.

## Geografia
Sør-Trøndelag é composto por 25 municípios e possui uma área total de 18848 km².
A montanha mais alta é Storskrymten que fica nos limites com Møre og Romsdal e Oppland. As serras de Dourefjell e Trollheimen estão localizadas no sul, enquanto a península Fosen está localizada ao norte do fiorde. Vários dos melhores rios de salmão da Europa estão localizados no condado. Os parques nacionais Dourefjell-Sunndalsfjella, Forollhogna, Skarvan e Roltdalen e Femundsmarka estão localizados no condado.

## Municípios
|       | Nome           | Habitantes | Area km² |
| ----- | -------------- | ---------- | -------- |
| 1     | Trondheim      | 170 936    | 324      |
| 2     | Melhus         | 14 841     | 660      |
| 3     | Malvik         | 12 550     | 162      |
| 4     | Orkdal         | 11 276     | 567      |
| 5     | Skaun          | 6 626      | 213      |
| 6     | Oppdal         | 6 603      | 2 207    |
| 7     | Rissa          | 6 442      | 590      |
| 8     | Midtre Gauldal | 6 012      | 1 817    |
| 9     | Klæbu          | 5 801      | 177      |
| 10    | Røros          | 5 576      | 1 764    |
| 11    | Ørland         | 5 121      | 73       |
| 12    | Bjugn          | 4 548      | 356      |
| 13    | Frøya          | 4 314      | 230      |
| 14    | Hitra          | 4 256      | 646      |
| 15    | Hemne          | 4 207      | 638      |
| 16    | Selbu          | 4 004      | 1 147    |
| 17    | Meldal         | 3 929      | 597      |
| 18    | Åfjord         | 3 220      | 900      |
| 19    | Rennebu        | 2 622      | 929      |
| 20    | Holtålen       | 2 064      | 1 177    |
| 21    | Agdenes        | 1 719      | 297      |
| 22    | Osen           | 1 033      | 371      |
| 23    | Roan           | 999        | 357      |
| 24    | Snillfjord     | 998        | 490      |
| 25    | Tydal          | 859        | 1 221    |
| Total | Sør-Trøndelag' | 290 547    | 18 848   |

## História
A ocupação na região já dura milhares de anos (ver Esculturas na pedra da Noruega, Culturas Nøstvet e Lihut e Cultura da cerâmica cordada. A fértil várzea de Trondheimsfjord foi provavelmente o mais importante centro de poder da Era Viquingue. Trontêmio foi a sede do arcebispo durante séculos e um importante destino de peregrinação após a morte de Santo Olavo em 1030. Røros, na parte sudoeste do condado, é uma preservada cidade mineradora e Patrimônio Cultural da Humanidade pela UNESCO.

## Economia
A mineiração em Røros e Løkken em Meldal durou cerca de 300 anos e o Thamshavnbanen, a antiga estrada de ferro de Orkdal até Løkken, ainda é utilizável. Os incêndios constantes usados para quebrar a rocha nas minas exigiam grandes quantidades de lenha; as florestas montanhosas perto de Røros ainda não se recuperaram completamente.
Ao longo da costa, a pesca sempre foi muito importante. A agricultura foi e ainda é muito importante em todo o condado, com os vales férteis de planície como Melhus, Orkdal, Skaun, Midtre Gauldal, Malvik e Trondheim e também próximo a costa com Ørland e Rissa. A cidade de Trondheim além de funções administrativas, possui indústrias de produtos agrícolas e mais recentemente, alta tecnologia, negócios, educação e saúde.

## Clima
O clima é muito decidido pela direção do vento, que podem trazer um clima ensolarado, chuvoso com clima ameno no inverno e fortes chuvas no verão. As piores condições meteorológicas acontecem no inverno com neve e muitas vezes granizo ou chuvas no litoral. A precipitação média anual varia de 2000mm em algumas áreas de Fosen, para 850mm em Trondheim e apenas 500mm em Oppdal. As áreas do interior, um pouco mais elevadas, tem invernos frios com neve, enquanto as zonas costeiras têm um clima marítimo e com invernos mais suaves. Sula, em Frøya tem média de 1,5ºC no mês mais frio. Røros, a uma altitude de 628m, tem média de Janeiro de -11,2ºC. As temperaturas do verão não diferem muito, com as planícies do interior tendo verões mais quentes.